# Gojanów
Gojanów – część wsi Bojanów w Polsce położona w województwie podkarpackim, w powiecie stalowowolskim, w gminie Bojanów.
W latach 1975–1998 administracyjnie należał do województwa tarnobrzeskiego.